# Überspannung (Elektrochemie)
Eine Überspannung ist in der Elektrochemie eine Potentialdifferenz zwischen dem thermodynamischen Redoxpotential einer Halbreaktion und demjenigen Potential, bei dem eine metastabile Redox-Reaktion tatsächlich stattfindet.
| Elektrodenmaterial  | Wasserstoff | Sauerstoff | Chlor   |
| ------------------- | ----------- | ---------- | ------- |
| Platin (platiniert) | −0,07 V     | +0,77 V    | +0,08 V |
| Palladium           | −0,07 V     | +0,93 V    |         |
| Gold                | −0,09 V     | +1,02 V    |         |
| Eisen               | −0,15 V     | +0,75 V    |         |
| Platin (glatt)      | −0,16 V     | +0,95 V    | +0,10 V |
| Silber              | −0,22 V     | +0,91 V    |         |
| Nickel              | −0,28 V     | +0,56 V    |         |
| Graphit             | −0,62 V     | +0,95 V    | +0,12 V |
| Blei                | −0,71 V     | +0,81 V    |         |
| Zink                | −0,77 V     |            |         |
| Quecksilber         | −0,85 V     |            |         |

Die Überspannung ist ein kinetisches Phänomen in der Elektrochemie, d. h. die Redoxreaktion, die allein aus thermodynamischen Betrachtungen geschehen sollte, läuft aufgrund verschiedener kinetischer Hemmungen (s. u. Gründe) nicht oder nur stark verlangsamt ab.
Die Überspannung kann durch die Verwendung von Elektrokatalysatoren gesenkt werden.

## Überspannung bei Elektrolysen

Versuchsaufbau einer Elektrolyse

### Allgemeines
Sehr viele Redoxprozesse sind metastabil: so kann nahezu jede organische Substanz nach einer ausreichenden Anregung, z. B. dem Anzünden mit einem Streichholz, in einen stabileren Zustand übergehen; bei der vollständigen Verbrennung entstehen dabei Wasser, Kohlenstoffdioxid und andere Gase. Entsprechend kann Überspannung als eine Form der Metastabilität auch bei Elektrolysen auftreten, also bei Redoxreaktionen, die durch einen elektrischen Strom erzwungen sind. Besonders häufig kommt Überspannung bei Reaktionen vor, die zur Entstehung von Gasen wie Wasserstoff führen.
Die Anregung, die dennoch zum Ablauf der Reaktion führt, kann durch eine erhöhte Spannung erfolgen, die zusätzlich zur Zersetzungsspannung aufgebracht wird. Die Höhe der nötigen Spannung hängt von verschiedenen Aspekten ab, z. B. der Art des entstehenden Gases oder dem Material der Elektroden (vgl. Tab. oben).
Ein bekanntes Beispiel ist die Überspannung von Wasserstoff: nach thermodynamischen Berechnungen müsste sich Eisen in neutralem Wasser auflösen, was aber nicht geschieht. Erst im sauren Milieu, wo die Konzentration der Oxonium-Ionen um mehrere Größenordnungen höher ist, löst sich das Metall auf.

### Mikroskopische Gründe
Überspannungen treten auf, wenn mindestens ein Einzelschritt der Elektrolysereaktion kinetisch gehemmt ist, also gebremst wird. Dafür kommen alle Teilschritte des Gesamtprozesses in Frage:
- die Diffusion der Reaktanten zur Elektrode
  - eine eventuelle Reaktion des Reaktanten vor Erreichen der Elektrode
    - zumindest teilweises Abstreifen der Solvathülle des Reaktanten
      - Adsorption des Reaktanten
        - Elektronenübergang:
          - vom Reaktanten zur Elektrode (Oxidation des Reaktanten) oder
          - von der Elektrode zum Reaktanten (Reduktion des Reaktanten)

      - Desorption des Produkts oder
Suchen einer energiearmen Position auf der Oberfläche (bei Abscheidung von Metallen auf demselben Metall) oder
Keimbildung (falls sich eine Schicht auf der Elektrode abscheidet)

    - falls das Produkt desorbiert: Bildung und/oder Umstrukturierung der Solvathülle

  - eventuelle Reaktion des Produkts vor der Elektrode
- Diffusion des Produkts in die Lösung.

### Weitere Gründe
- Ohm‘sche Überspannung
- Transportüberspannung (Diffusions-, Migrations- und Konvektionsüberspannung)
- Kristallisationsüberspannung.

### Beispiel
Beispiel an der Elektrolyse einer wässrigen Salzsäure-Lösung (HCl) mit Graphit-Elektroden. Dabei können sowohl an der Anode als auch an der Kathode jeweils zwei Reaktionen stattfinden:
| Reaktionsort                                     | Gleichung                                                                | Potential                                                | Überspannung (vgl. Tab. oben)                 | Gesamtspannung = Potential + Überspannung                      |
| ------------------------------------------------ | ------------------------------------------------------------------------ | -------------------------------------------------------- | --------------------------------------------- | -------------------------------------------------------------- |
| Anode (Oxidation / Elektronenabgabe)             | {\displaystyle \mathrm {4\ Cl^{-}\to 2\ Cl_{2}+4\ e^{-}} }               | {\displaystyle E=+1{,}359\,\mathrm {V} }                 | {\displaystyle E=+0{,}12\,\mathrm {V} }       | {\displaystyle E=+1{,}479\,\mathrm {V} }                       |
| Anode (Oxidation / Elektronenabgabe)             | {\displaystyle \mathrm {2\ H_{2}O\to O_{2}+4\ H^{+}+4\ e^{-}} }          | {\displaystyle {\boldsymbol {E=+1{,}229\,\mathrm {V} }}} | {\displaystyle E=+0{,}95\,\mathrm {V} }       | {\displaystyle E=+2{,}179\,\mathrm {V} }                       |
| Kathode (Reduktion / Elektronenaufnahme)         | {\displaystyle \mathrm {4\ H^{+}+4\ e^{-}\to 2\ H_{2}} }                 | {\displaystyle E=\pm 0\,\mathrm {V} }                    | {\displaystyle E=-0{,}62\,\mathrm {V} }       | {\displaystyle E=-0{,}62\,\mathrm {V} }                        |
| Kathode (Reduktion / Elektronenaufnahme)         | {\displaystyle \mathrm {4\ H_{2}O+4\ e^{-}\to 2\ H_{2}+4\ OH^{-}} }      | {\displaystyle E=-0{,}413\,\mathrm {V} }                 | {\displaystyle E=-0{,}62\,\mathrm {V} }       | {\displaystyle E=-1{,}033\,\mathrm {V} }                       |
| Gesamtreaktion: Wasser-Elektrolyse Redoxreaktion | {\displaystyle \mathrm {2\ H_{2}O+4\ H^{+}\to O_{2}+4\ H^{+}+2\ H_{2}} } | {\displaystyle \Delta E=1{,}642\,\mathrm {V} }           | {\displaystyle \Delta E=1{,}57\,\mathrm {V} } | {\displaystyle \Delta E=3{,}212\,\mathrm {V} }                 |
| Gesamtreaktion: HCl-Elektrolyse Redoxreaktion    | {\displaystyle \mathrm {2\ H^{+}+2\ Cl^{-}\to H_{2}+Cl_{2}} }            | {\displaystyle \Delta E=1{,}359\,\mathrm {V} }           | {\displaystyle \Delta E=0{,}74\,\mathrm {V} } | {\displaystyle {\boldsymbol {\Delta E=2{,}099\,\mathrm {V} }}} |

(Anmerkung: die Gesamt-Spannungen bzw. -Potentiale unter dem Summenstrich ergeben sich, indem die Einzel-Spannungen bzw. -Potentiale betragsmäßig addiert werden.)
Wenn die Überspannung nicht berücksichtigt wird, müsste als Redoxreaktion die Elektrolyse des Wassers ablaufen. Dabei würde an der Anode Sauerstoff und an der Kathode Wasserstoff entstehen. In der Versuchsdurchführung entstehen stattdessen jedoch Chlor und Wasserstoff, da bei Berücksichtigung der Überspannung die Elektrolyse von HCl eine niedrigere Gesamtspannung aufweist als die Elektrolysespannung des Wassers. 
Das gleiche Ergebnis erhält man auch mit einer Natriumchlorid-Lösung. Die Natriumionen werden dabei wegen des stark negativen Potentials des Natriums (−2,71 V) nicht zu metallischem Natrium reduziert, die Wassermoleküle wegen der Überspannung nicht zu Sauerstoff oxidiert. Hierbei kann auch Natriumhydroxid hergestellt werden. Siehe auch: Chloralkali-Elektrolyse